# Windows Mirror
Windows Mirror est un album enregistré en mars 1991 par Miroslav Tadić à Matsumoto au Japon. La pochette a été réalisée par Miha Vipotnik.
Tous les morceaux sont des compositions de Miroslav Tadić, à l'exception des morceaux 9 à 15 qui constituent la Suite pour luth en Sol mineur BWV 995 de Jean-Sébastien Bach.

## Titres
1. The Ways of Trains, for guitar - 4:56
2. Doina  - 4:00
3. Rustemul - 2:35
4. The Traveler - 3:51
5. Makedonsko Devojce - 3:38
6. Kriva Reka - 2:37
7. Andya's Blues - 3:49
8. Walk Dance - 4:32
9. Prelude - 5:59
10. Allemande - 6:46
11. Courante - 2:03
12. Sarabande - 3:22
13. Gavotte I - 2:16
14. Gavotte II - 2:35
15. Gigue - 2:26
16. Where Go The Boats, for guitar - 3:02
17. Sadovsko Horo, for piano - 2:27

## Musiciens
- Miroslav Tadić : guitare classique et folk.
- Milcho Leviev : piano sur Sadovsko Horo.